# Ipomoea caloneura
Ipomoea caloneura är en vindeväxtart som beskrevs av Carl Daniel Friedrich Meisner. Ipomoea caloneura ingår i släktet praktvindor, och familjen vindeväxter. Inga underarter finns listade i Catalogue of Life.